# ΜTorrent
μTorrent (nebo také uTorrent, mTorrent) je klient P2P pro síť BitTorrent. Řecké písmeno μ v názvu je předponou mikro v soustavě Si a odkazuje na to, že μTorrent byl navržen pro co nejmenší hardwarové nároky počítače a přitom zachování pokročilých funkcí, jež jsou i u ostatních větších klientů sítě BitTorrent, jako například Azureus aj. Jeho původním autorem je švédský programátor Ludvig Strigeus („Ludde“). Nyní je dále vyvíjen společností Rainberry, Inc . Všechny verze programu jsou napsány v jazyce C++.
V roce 2015 čelil μTorrent kritice, když mnoho uživatelů při instalaci μTorrent nevědomky přijalo výchozí možnost současné instalace programu pro těžbu kryptoměny.

## Historie vzniku a vývoj
μTorrent je od svého vzniku v roce 2005 stále aktivní a pravidelně aktualizován. První verze (verze 1.1 beta) byla vydána 18. září 2005. Vytvořil ji švédský programátor Ludvig Strigeus jako free software.
V roce 2006 byl μTorrent odkoupen společností BitTorrent Inc. a necelý rok poté byla vydána verze 6.0, která byla na rozdíl od předchozích proprietární. Momentálně nabízí μTorrent několik různých placených a neplacených verzí.
Od roku 2018 je dostupná také webová verze aplikace μTorrent Web, která umožňuje stahování a prohlížení souborů uvnitř prohlížeče.

## Funkce
Aktuální funkce programu:
- Podpora rozhraní UPnP pro všechny verze operačního systému Windows, bez potřeby rozhraní UPnP framework pro systém Windows XP
- Kódování protokolu Bittorrent Protocol encryption (PE)
- Výměna peerů (Peer exchange, PEX) s ostatními klienty µTorrent
- Podpora kanálů RSS, možnost automatického spuštění stahování při přidání nového obsahu do kanálu
- Inteligentní systém ukládání do mezipaměti na disku, které mohou uživatelé sami konfigurovat
- Plná podpora serverů proxy
- Podpora trackerů HTTPS
- Přizpůsobitelný plánovač pro nastavení příchozí a odchozí rychlosti přenosu dat podle času
- Přehledný a přizpůsobitelný design uživatelského rozhraní
- Lokalizace do více než 70 jazyků včetně češtiny a slovenštiny
- Počáteční seedování (Super-seeding) torrentů
- Konfigurační nastavení a dočasné soubory jsou uloženy v jednom adresáři, což umožňuje přenosné využití
- Jednoduchý vestavěný tracker vytvořený pro seedování torrentů bez webového rozhraní nebo seznamu hostovaných torrentů
- Možnost automatického vypnutí programu a dalších akcí po skončení stahování
- Možnost spravování stahování na dálku
- Magnet links (URIs) (od verze 1.8, datum vydání 9. srpna 2008)[3]
- Rychlé obnovení přerušených přenosů
- Podpora teredo tunneling / IPv6
- Podpora micro Transport Protocol (µTP)
- Podpora BitTorrentu bez sledování pomocí DHT[nepřesný odkaz], která je kompatibilní s původním klientem BitTorrent a BitComet
- Možnost souběžného stahování více souborů najednou
- Možnost nastavení času začátku nebo konce stahování

Podle administrátora stránek české lokalizace jsou nejnovější verze (3.x.x) méně výkonné a více chybové (připojování peerů, výpočet poměru sdílení). Rovněž poukazuje i na přítomnost adware.[nedostupný zdroj] Není ojedinělá i blokace těchto verzí na neveřejných trackerech za doporučování starších verzí, nejčastěji 2.2.1.

## Velikost a výkon
Instalační programy μTorrent se svou velikostí pohybují v rozmezí 1 až 4 MB (v závislosti na specifických verzích a platformách). Po spuštění využívá jen velmi málo systémových zdrojů a to i při stahování více souborů najednou. μTorrent je dodáván jako jediný komprimovaný soubor, který je možné spustit samostatně. Nedávné verze nabízí také možnost instalace při prvním spuštění. 

## Podpora operačních systémů
μTorrent je dostupný pro operační systémy jakou jsou Microsoft Windows (verze XP a novější), MacOS (verze 10.13 a novější), Linux (Ubuntu 7.0 a novější a Debian 6.0 a novější) a Android (verze 5.0 a novější).
Dostupná je také webová verze aplikace μTorrent Web, která je kompatibilní s prohlížeči Google Chrome, Mozilla Firefox nebo Opera.

## Verze

### Placené a neplacené verze
μTorrent nabízí několik různých placených i neplacených verzí. Placené verze přináší uživatelské rozhraní bez reklam a další výhody, jako je lepší zabezpečení nebo vyšší anonymita uživatele. Mezi placené verze patří Ad-Free, Pro nebo Pro+VPN.

### μTorrent Web
Od roku 2018 je dostupná také webová verze aplikace μTorrent Web, která je momentálně dostupná pro operační systémy Microsoft Windows a MacOS. Díky ní mohou uživatelé stahovat torrenty přímo z webového prohlížeče, bez nutnosti použití samostatné aplikace. μTorrent Web také nabízí možnost téměř okamžitého přehrání stahovaného obsahu (výhodné hlavně pro kontrolu správnosti stahovaného obsahu). Webová aplikace má také jednodušší uživatelské rozhraní než desktopová aplikace. Stažené soubory se ukládají do uživatelem určené složky, kde jsou poté dostupné i offline.